# 再見你一次
再見你一次是日本歌手MISIA的第23張單曲，於2009年11月18日由Ariola Japan發售。

## 概要
與前作相隔約五個月後再度推出作品，本單曲後收錄於第九張專輯《JUST BALLADE》。
再見你一次是TBS電視台周日劇場《仁者俠醫》的主題曲，也是繼NHK連續電視小說《天花》主題曲《抬頭仰望無名天空》後，相隔五年再度擔綱電視劇主題曲。《唇與唇》則是新日本石油電視廣告「MOTOR OIL」的搭配歌曲。
MISIA為了創作《仁者俠醫》的主題曲，她前往鹿兒島縣的知覽特攻平和會館與螢館富屋食堂參訪，閱讀即將上戰場的軍人的信條，真實感受生命的寶貴與人們之間的羈絆，也獲得主題曲創作的靈感。

## 成績
再見你一次在Oricon日榜獲得最高第6，首週銷量達到15804份成為當週第9名，並獲得Oricon週榜最高第9位的成績。這是繼第18張單曲《Royal Chocolate Flush》以來進入Oricon公信榜前十的成績。
而在《日本告示牌》，再見你一次獲得了日本熱門100金曲榜第3與單曲實體銷售排行榜第9。截至2018年11月，在MISIA的YouTube頻道中，再見你一次是觀看次數第2的音樂錄影帶，僅次於第7張單曲Everything。單曲發售至今獲得了日本唱片協會的雙白金和三白金認證。
從2018年算起，再見你一次已經發行超過了九年，但因為一部卡拉OK翻唱影片而重新進入排行榜，該翻唱影片於2018年11月上傳至YouTube，影片內容為在一場卡拉OK同好會中一位名叫「春先」的25歲女子在灌了13杯酒後被朋友拉到包廂中央唱歌，起先害羞大叫推卻繼而站定開唱後驚豔全場，演唱時深情感性的聲線引發聽者共鳴，連同出人意表的高亢嗓音與本人淑女形象之間的反差效果，使得影片的觀看次數在十天內突破480萬。在香港和台灣，歌曲成績超過了長期位居KKBOX日語單曲日榜第1的米津玄師LEMON。

## 歌曲列表
| 曲序     | 曲目                       |            | 作曲     | 編曲     | 时长  |
| -------- | -------------------------- | ---------- | -------- | -------- | ----- |
| 1.       | 再見你一次（）             | MISIA      | 佐佐木潤 | 佐佐木潤 | 6:02  |
| 2.       | 唇與唇（唇と唇）                 | TOMOMI     | Hinata   | 重實徹   | 4:55  |
| 3.       | LOVE TRULY                 | 佐藤真由美 | 松本俊明 | 重實徹   | 4:14  |
| 4.       | 再見你一次（Instrumental） |            |          |          | 5:58  |
| 总时长： | 总时长：                   | 总时长：   | 总时长： | 总时长： | 21:09 |

## 榜單表現
| 排行榜                               | 最高排名 |
| ------------------------------------ | -------- |
| 香港（KKBOX日語單曲週榜）            | 1        |
| 日本（Oricon公信榜）                 | 9        |
| 日本（日本百强单曲榜）               | 3        |
| 日本（《告示牌》單曲實體銷售排行榜） | 9        |
| 日本（《告示牌》廣播排行榜）         | 3        |
| 日本（《告示牌》成人廣播排行榜）     | 10       |
| 台灣（KKBOX日語單曲週榜）            | 1        |

## 發行歷史
| 發行地區 | 發行日期       | 發行形式         | 廠牌             |
| -------- | -------------- | ---------------- | ---------------- |
| 日本     | 2009年11月18日 | CD、數位音樂下載 | JUST BALLADE     |
| 台灣     | 2009年12月4日  | CD、數位音樂下載 | 台灣索尼音樂娛樂 |

## 外部連結
- 「逢いたくていま」特設ページ （日語）